# Gmina Nikël
Gmina Nikël (alb. Komuna Nikël) – gmina położona w środkowej części Albanii. Administracyjnie należy do okręgu Kruja w obwodzie Durrës. W 2011 roku populacja gminy wynosiła 9518, 4636 kobiet oraz 4882 mężczyzn, z czego Albańczycy stanowili 74,11% mieszkańców.
W skład gminy wchodzi dziewięć miejscowości: Nikël, Tapizë, Qerekë, Rinasi, Verjon, Bura, Mukaj, Kurcaj, Zezë.